# Kamilla Mrozowska
Kamilla Mrozowska (ur. 28 stycznia 1917 w Petersburgu,  zm. 2 maja 2002 w Krakowie) – polski historyk.

## Życiorys
W latach 1935–1939 studiowała na Uniwersytecie Warszawskim. Podczas II wojny światowej brała udział w tajnym nauczaniu. Należała do AK i wzięła udział w powstaniu warszawskim. Po upadku powstania zamieszkała w Krakowie. Pracowała jako asystent wolontariusz na Uniwersytecie Jagiellońskim równocześnie ucząc historii w szkołach średnich. Pracę doktorską Życie wewnętrzne, organizacja pracy pedagogicznej i podstawy finansowe pierwszej szkoły wojskowej w Polsce napisała pod kierunkiem doc. dr hab. Wandy Bobkowskiej i prof. dr hab. Jana Hulewicza i obroniła w 1948 roku. Od 1949 roku pracowała jako pracownik naukowy UJ. Habilitowała się w 1958 roku, a w 1969  roku została profesorem. W  latach 1971–1977 pełniła funkcję dyrektora Instytutu Pedagogiki UJ, a w latach 1976–1987  kierownika Zakładu Historii Oświaty i Kultury w Instytucie Historii UJ. W 1987 roku przeszła na emeryturę.
9 maja 2002 roku została pochowana na Cmentarzu Rakowickim.

## Publikacje[1]
- Powinności nauczyciela Wrocław 1958
- Myśli o wychowaniu J. Locke'a Wrocław 1959
- Szkoła Rycerska Stanisława Augusta Poniatowskiego 1765- 1794 Wrocław 1961
- Dzieje Uniwersytetu Jagiellońskiego w latach 1364-1850 Kraków 1966
- Pisma i projekty pedagogiczne doby Komisji Edukacji Narodowej Wrocław 1973
- Józef Maciej Brodowicz. Z dziejów organizacji nauki i nauczania w Wolnym Mieście Krakowie Wrocław 1977
- Raporty Szkoły Głównej Koronnej o generalnych wizytach szkól Komisji Edukacji Narodowej 1787-1793 Wrocław 1981
- Listy z prowincji. Korespondencja wizytatorów generalnych, rektorów i nauczycieli ze Szkołą Główną Koronną 1779-1794 Warszawa 1998

## Odznaczenia
1985: Krzyż Oficerski Orderu Odrodzenia Polski